# 바티칸 시국 축구 국가대표팀
바티칸 시국 축구 국가대표팀은 바티칸 시국을 대표하는 축구 국가대표팀이다. 이 팀은 유럽 축구 연맹은 물론 국제 축구 연맹에도 소속되어 있지 않는 국가이므로 UEFA 유럽 축구 선수권 대회와 FIFA 월드컵에 모두 참가하지 않는다. 참고로 이 팀은 이탈리아 축구 국가대표팀 감독을 지낸 조반니 트라파토니 감독이 2010년에 이끌었던 팀이기도 하다. 그리고 바티칸 시국에는 축구 전용 경기장이 따로 없는 관계로 이탈리아 로마에 있는 페트리아나 경기장과 로마의 교외지역인 알바노라치알레에 있는 피오 12세 경기장을 홈 경기장으로 사용하고 있다.

## 월드컵 기록
| 연도   | 라운드   | 순위     | 경기     | 승       | 무*      | 패       | 득점     | 실점     |
| ------ | -------- | -------- | -------- | -------- | -------- | -------- | -------- | -------- |
| 1930년 | 비회원국 | 비회원국 | 비회원국 | 비회원국 | 비회원국 | 비회원국 | 비회원국 | 비회원국 |
| 1934년 | 비회원국 | 비회원국 | 비회원국 | 비회원국 | 비회원국 | 비회원국 | 비회원국 | 비회원국 |
| 1938년 | 비회원국 | 비회원국 | 비회원국 | 비회원국 | 비회원국 | 비회원국 | 비회원국 | 비회원국 |
| 1950년 | 비회원국 | 비회원국 | 비회원국 | 비회원국 | 비회원국 | 비회원국 | 비회원국 | 비회원국 |
| 1954년 | 비회원국 | 비회원국 | 비회원국 | 비회원국 | 비회원국 | 비회원국 | 비회원국 | 비회원국 |
| 1958년 | 비회원국 | 비회원국 | 비회원국 | 비회원국 | 비회원국 | 비회원국 | 비회원국 | 비회원국 |
| 1962년 | 비회원국 | 비회원국 | 비회원국 | 비회원국 | 비회원국 | 비회원국 | 비회원국 | 비회원국 |
| 1966년 | 비회원국 | 비회원국 | 비회원국 | 비회원국 | 비회원국 | 비회원국 | 비회원국 | 비회원국 |
| 1970년 | 비회원국 | 비회원국 | 비회원국 | 비회원국 | 비회원국 | 비회원국 | 비회원국 | 비회원국 |
| 1974년 | 비회원국 | 비회원국 | 비회원국 | 비회원국 | 비회원국 | 비회원국 | 비회원국 | 비회원국 |
| 1978년 | 비회원국 | 비회원국 | 비회원국 | 비회원국 | 비회원국 | 비회원국 | 비회원국 | 비회원국 |
| 1982년 | 비회원국 | 비회원국 | 비회원국 | 비회원국 | 비회원국 | 비회원국 | 비회원국 | 비회원국 |
| 1986년 | 비회원국 | 비회원국 | 비회원국 | 비회원국 | 비회원국 | 비회원국 | 비회원국 | 비회원국 |
| 1990년 | 비회원국 | 비회원국 | 비회원국 | 비회원국 | 비회원국 | 비회원국 | 비회원국 | 비회원국 |
| 1994년 | 비회원국 | 비회원국 | 비회원국 | 비회원국 | 비회원국 | 비회원국 | 비회원국 | 비회원국 |
| 1998년 | 비회원국 | 비회원국 | 비회원국 | 비회원국 | 비회원국 | 비회원국 | 비회원국 | 비회원국 |
| 2002년 | 비회원국 | 비회원국 | 비회원국 | 비회원국 | 비회원국 | 비회원국 | 비회원국 | 비회원국 |
| 2006년 | 비회원국 | 비회원국 | 비회원국 | 비회원국 | 비회원국 | 비회원국 | 비회원국 | 비회원국 |
| 2010년 | 비회원국 | 비회원국 | 비회원국 | 비회원국 | 비회원국 | 비회원국 | 비회원국 | 비회원국 |
| 2014년 | 비회원국 | 비회원국 | 비회원국 | 비회원국 | 비회원국 | 비회원국 | 비회원국 | 비회원국 |
| 2018년 | 비회원국 | 비회원국 | 비회원국 | 비회원국 | 비회원국 | 비회원국 | 비회원국 | 비회원국 |
| 합계   |          |          |          |          |          |          |          |          |

## 역대 감독
| 감독              | 임기 |
| ----------------- | ---- |
| 조반니 트라파토니 | 2010 |